# Aleksandr Olshansky
Aleksandr Yuryevich Olshansky (em russo:  Александр Юрьевич Ольшанский; Saratov, 19 de janeiro de 1946) é um matemático russo.
Doktor nauk (1979), é desde 1999 professor de matemática da Universidade Vanderbilt.
Foi palestrante convidado do Congresso Internacional de Matemáticos em Varsóvia (1983).